# Max Payne 3
Max Payne 3 — компьютерная игра в жанре шутера от третьего лица, продолжение игрового сериала Max Payne. Новая игра была анонсирована издательством Rockstar Games 23 марта 2009 года. Релиз трейлера к игре состоялся 14 сентября 2011 года. В отличие от предыдущих игр серии, разработчиком которых выступала студия Remedy Entertainment, над третьей частью работали студии Rockstar Vancouver, Rockstar New England, Rockstar London, Rockstar San Diego, Rockstar Leeds, Rockstar North и Rockstar Toronto.
Max Payne 3 была выпущена 15 мая 2012 года на Xbox 360 и PlayStation 3, 1 июня 2012 года состоялся релиз для Windows.

## Игровой процесс
В игре реализован непрерывающийся темп благодаря тому, что в ней отсутствуют экраны загрузок; во время скрытой от пользователя загрузки следующего уровня, игра отображает очередной сюжетный ролик, чередуя заранее записанные ролики в высоком качестве, которые используются для скрытия загрузки, с роликами аналогичного качества, но на движке; по завершении ролика происходит немедленный переход к игровому процессу. В заставках используется стиль комиксов, но картинки не статичны. Игрок видит анимированные экшен-сцены в стиле сериала «24».
В игре используется система создания процедурной анимации Euphoria, обеспечивающая реалистичное поведение Макса и врагов. Одновременно Макс может нести с собой только 2 типа оружия (одноручное, двуручное) и вести стрельбу из двух различных видов оружия. Состояние Макса Пейна и его «замутненное сознание» постоянно подчёркивается в игре графическими эффектами, искажающими изображение.

## Сюжет
Мы начинаем новую главу в жизни Макса с этой игрой. Это будет Макс, которого вы никогда не видели прежде, постаревший, поцарапанный, потрёпанный и ещё более циничный, чем когда-либо.
Действие игры происходит спустя девять лет после событий второй игры. Макс Пэйн к тому моменту уже ушёл из полиции Нью-Йорка и проводит свои дни в баре в Хобокене, в Нью-Джерси. Однажды в бар к нему приходит Рауль Пассос, представляется старым знакомым главного героя и предлагает работу телохранителя, но Макс отказывается. Чуть позже в результате конфликта Макс убивает Тони де Марко, сына местного мафиози Энтони де Марко, а также многих других гангстеров. Понимая, что за его голову теперь назначена большая награда и его прежней спокойной жизни приходит конец, Макс всё же решается принять предложение Пассоса.
Макс и Рауль работают на богатую семью Бранко в Сан-Паулу, состоящую из трёх братьев: Родриго (успешный бизнесмен), Виктор (политик) и Марсело (тусовщик-наркоман). На частной вечеринке Родриго и его молодую жену Фабиану пытаются похитить члены банды Командо Сомбра с целью получения выкупа, но Макс освобождает их обоих. Однако несколько ночей спустя эта же банда совершает нападение на ночной клуб, где находятся Марсело, Фабиана и её младшая сестра Джованна, и похищают Фабиану. Командо Сомбра требуют за неё выкуп в 3 миллиона долларов США. Макс и Пассос соглашаются доставить деньги на местный футбольный стадион, чтобы совершить обмен, но сделка прерывается людьми группировки Крача Прето. Они тяжело ранят Макса, убивают многих бойцов Сомбра и похищают деньги. В ходе событий на стадионе Макс и Пассос видят, как Невес (глава Крача Прето) допрашивает члена Командо Сомбра с деньгами. Так они узнают, что Фабиану держат в устье реки Тиете. После побега из стадиона Макс и Пассос отправляются туда, чтобы спасти её, но вновь терпят неудачу.
На следующий день Макс и Рауль приходят в офис Бранко и сообщают ему о провале. Родриго в смятении и не знает, что делать. Марсело, Пассос и Виктор уходят на вертолётную площадку, а Макс остаётся на разговор с Родриго. Внезапно на здание нападают бойцы Крача Прето. Макс просит Бранко запереться в своём кабинете и никуда не выходить. Позже, уничтожив наёмников, он возвращается в офис Родриго и находит его убитым, после чего едва не погибает сам после взрыва здания. С огромным трудом выбравшись оттуда, Макс находит смертельно раненого наёмника, от которого узнаёт, что Фабиану удерживают в фавеле Нова-Эсперанса. На следующий день он звонит Виктору и Марсело и сообщает, что он отправляется в фавелу, чтобы найти и спасти Фабиану. Там он встречает детектива Уилсона да Силву, который рассказывает ему, что Виктор как-то связан с Крача Прето и 55 батальоном полицейского спецназа UFE (порт. Unidade de Forças Especiais) под командованием Армандо Беккера, и просит Макса помочь ему. В конце он сообщает, что Фабиану держат на холме. Позже Макс находит Фабиану, которую удерживали бандиты, но вместе с Джованной и Марсело, которые пришли отдавать за неё выкуп, пытается их освободить, но Серрано убивает её, а остальных уводят другие бандиты. Как только Макс выбирается оттуда, его атакуют бойцы UFE. Несколько позже он становится свидетелем сделки Крача Прето и UFE, которые продавали им людей, арестованных во время облавы. Он решает проследить за ними и находит Джованну и Марсело, которого казнили на его глазах. Макс спасает Джованну, с боями прорывается к автобусной остановке, где её подбирает Пассос, а Макса оставляет одного на поле боя.
Да Силва подбирает Макса и сообщает ему, что Пассос работал и на Виктора. Макс вспоминает, что когда он и Пассос работали телохранителями на яхте Дафны Бернштайн, он вместе с Марсело и Пассосом вёз некий груз. Макс понимает, что он был завербован Пассосом, чтобы быть «козлом отпущения» для любой незаконной деятельности Бранко. Макс в смятении и не знает, что делать. Да Силва просит Пэйна проникнуть в заброшенный отель, где располагается группировка Крача Прето, чтобы найти улики незаконной деятельности Крача Прето и UFE. Макс приходит в ужас, когда видит, что там людей «режут на запчасти», и освобождает их. Как оказалось, UFE обменивали людей на деньги с Крача Прето. Он также находит изуродованного Серрано и не трогает его, считая, что он и так получил сполна. Макс устанавливает взрывчатку, чтобы уничтожить всё здание, и взрывает его. На крыше здания его встречает Невес. Завязывается перестрелка, в ходе которой Макс едва не погибает, но внезапно появившийся Пассос спасает его и убивает Невеса, после чего они вместе покидают здание на вертолёте. Пассос объясняет, что Марсело и Виктор заставили его сотрудничать с ними, и извиняется перед Пэйном. Макс прощает его и Рауль уезжает из города со своей беременной девушкой Джованной в неизвестном направлении.
Макс передаёт найденные в отеле улики Да Силве. Тот предлагает Максу прийти в здание UFE, чтобы найти и убить Беккера. Макс приходит в здание в определённое время, которое ему сообщает Да Силва. Пэйна сразу же арестовывают, но ему удаётся бежать и он убивает многих полицейских, включая Бахмейера, правую руку Беккера и убийцу Родриго Бранко. Макс проникает в кабинет Беккера, но ему и Виктору удаётся бежать.
Виктор и Беккер едут в аэропорт, но их преследует Макс. Он догоняет их в тот момент, когда они уже были готовы подняться на борт самолёта. Беккер и его люди пытаются остановить Макса, но тщетно. После уничтожения всех врагов перед Максом лежит окровавленный Беккер и Макс может сделать выбор, убивать его сейчас или Беккер умрёт сам от потери крови. Появляется Да Силва и они на машине преследуют самолёт Бранко. Макс из гранатомёта уничтожает машины UFE и взрывает самолёт Виктора. Макс хочет его добить, но Да Силва уговаривает пощадить его, чтобы он ответил за преступления, которые он совершил.
Неделю спустя, на берегу Баия, Макс узнаёт по новостям в телевизоре, что 55-й батальон UFE был расформирован из-за доказательств связи с торговлей органами, а самого Виктора нашли повешенным в тюремной камере. После новостей Макс уходит со своими вещами. Дальнейшая судьба Макса неизвестна.

## Саундтрек
| №   | Название                             | Длительность |
| --- | ------------------------------------ | ------------ |
| 1.  | «Sampa»                              | 1:24         |
| 2.  | «Shells»                             | 5:28         |
| 3.  | «Painkiller»                         | 6:15         |
| 4.  | «Blasphemy»                          | 2:13         |
| 5.  | «Max: NJ»                            | 4:13         |
| 6.  | «Torture»                            | 3:33         |
| 7.  | «Max: Docks»                         | 2:37         |
| 8.  | «The Girl»                           | 4:35         |
| 9.  | «Max: Kill»                          | 3:08         |
| 10. | «+90»                                | 1:26         |
| 11. | «Fabiana»                            | 2:31         |
| 12. | «Max: Favela»                        | 2:01         |
| 13. | «Dead»                               | 4:18         |
| 14. | «Guns»                               | 2:13         |
| 15. | «Max: Panama»                        | 4:09         |
| 16. | «The Imperial Palace»                | 1:50         |
| 17. | «16 230»                             | 2:10         |
| 18. | «U.F.E.»                             | 1:04         |
| 19. | «Combat Drugs»                       | 3:18         |
| 20. | «Pills»                              | 1:06         |
| 21. | «Future»                             | 4:41         |
| 22. | «Max: Finale»                        | 2:04         |
| 23. | «Birth»                              | 1:16         |
| 24. | «Severin»                            | 3:32         |
| 25. | «Pain»                               | 3:31         |
| 26. | «Tears»                              | 4:17         |
| 27. | «9 Circulos (Bonus Track) — Emicida» | 3:16         |

### Участники записи
HEALTH:
- Джейк Дузик — вокал, гитара
- Джон Фамильетти — бас-гитара
- Юпитер Киз — гитара, синтезатор
- Би-Джей Миллер — барабаны

Дополнительная музыка:
- Вуди Джексон — «Fabiana»
- Айан Хикс — «Dead», «Max: Panama»
- Педро Бромфман
- Питер Джейкобсон

Технический персонал:
- Майкл Харрис — запись и сведение, Vox Recording Studios (кроме «9 Circulos»)
- Габриэль Уоллак и Эрик Лабсон — мастеринг, Universal Mastering, Голливуд

26 треков были написаны и исполнены нойз-рок группой HEALTH, и только один принадлежит бразильскому рэперу Emicida. Помимо этого, в игре звучат другие песни, мелодии и миксы, которые в саундтрек не вошли.
В 2022 году, в честь 10-летия игры, Rockstar Games анонсировала переиздание на виниловых пластинках ограниченным тиражом и в цифровом формате, куда войдут ранее не выпускавшиеся композиции.

## Разработка и выпуск
Разработка третьей части игры велась с 2003 года подразделением Rockstar Vienna. Местом действия новой игры должна была стать Россия, однако в 2006 году студия была закрыта, а разработка игры передана Rockstar Vancouver.
Первоначально выпуск был запланирован на конец 2009 года. Тем не менее он был перенесён на 2010 год вместе с несколькими другими франшизами Take-Two Interactive, чтобы «получить больше времени для разработки». В июне 2010 года игра была снова перенесена на 2011 год. Игра находилась в разработке и не была отменена или остановлена на неопределенный срок, когда Rockstar выпустила два новых скриншота игры. 8 сентября 2011 года Rockstar объявила о дате выхода игры в марте 2012 года, а дебютный трейлер был выпущен 14 сентября. В январе 2012 года Take-Two отложили игру на два месяца от первоначальной даты релиза до мая 2012 года. Издатель заявил, что было принято решение «гарантировать, что Max Payne 3 обеспечивает высочайшее качество».
Автор серии Сэм Лейк рассказал, что игра «сохранит своё тёмное происхождение» и что поклонники будут находиться «в ожидании сюрприза». Руководитель отдела развития франшизы Remedy Entertainment Оскари Хеккинен высоко оценил взгляд Rockstar Games на сериал, заявив, что он выглядит «блестяще». Remedy были консультантами Rockstar, когда игра достигла финальной стадии разработки.
Rockstar Games провела исследование, чтобы убедиться, что атмосфера, культура, полиция, оружие и все элементы Сан-Паулу являются как можно более аутентичными. Исследовательская группа несколько раз посетила город и подробно изучила местные банды, полицию и спецназ, в том числе выбор оборудования и огнестрельного оружия для каждой группы. Вымышленный UFE напоминает бразильские специальные полицейские подразделения, такие как BOPE.
В общей сложности, над проектом работало четыре студии: Rockstar Vancouver, Rockstar Toronto, Rockstar London и Rockstar New England. Игра стала последней для Rockstar Vancouver, ранее разработавшей Bully: компания была объединена с Rockstar Toronto.
Джеймс МакКеффри, подаривший Максу свой голос, на этот раз не только принял участие в озвучивании игры, но и выступил актёром Макса motion-capture.
Во время создания 3D-моделей использовалось трёхмерное сканирование.
Для игры было записано огромное количество mo-cap анимации. Также на ранней стадии разработки был механизм захвата заложников
К игре было выпущено пять загружаемых дополнений: «Местное правосудие», «Дезорганизованная преступность», «Выкуп заложников», «Болезненные воспоминания», «Бой заключённый на небесах». Приобрести их можно было по отдельности или купив специальный абонемент Max Payne 3 Rockstar DLC Pass за 30 долларов.
С 16 сентября 2021 года Rockstar прекратила поддержку серверов Max Payne 3 на PS3 и Xbox 360.

## Отзывы критиков
| Сводный рейтинг       | Сводный рейтинг                        |
| Агрегатор             | Оценка                                 |
| --------------------- | -------------------------------------- |
| GameRankings          | PC: 85,67 % PS3: 86,08 % X360: 84,75 % |
| Metacritic            | PC: 87/100 PS3: 88/100 X360: 88/100    |
| «Критиканство»        | 87/100                                 |
| Иноязычные издания    |                                        |
| Издание               | Оценка                                 |
| 4Players              | 7/10                                   |
| Destructoid           | 9/10                                   |
| Edge                  | 7/10                                   |
| EGM                   | 8/10                                   |
| Eurogamer             | 7/10                                   |
| Game Informer         | 9,25/10                                |
| GameRevolution        | [ 47 ]                                 |
| GameSpot              | 9/10                                   |
| GameSpy               | [ 49 ]                                 |
| GamesRadar+           | [ 50 ]                                 |
| GameStar              | 89/100                                 |
| GameTrailers          | 7,6/10                                 |
| Giant Bomb            | [ 53 ]                                 |
| IGN                   | 9/10                                   |
| Jeuxvideo.com         | 18/20                                  |
| Joystiq               | [ 56 ]                                 |
| OXM                   | 8/10                                   |
| Polygon               | 9/10                                   |
| Push Square           | 8/10                                   |
| The Daily Telegraph   | [ 60 ]                                 |
| The Guardian          | [ 61 ]                                 |
| VideoGamer            | 8/10                                   |
| Русскоязычные издания |                                        |
| Издание               | Оценка                                 |
| 3DNews                | 9/10                                   |
| Absolute Games        | 76 %                                   |
| GameMAG.ru            | 9/10                                   |
| PlayGround.ru         | 9,0/10                                 |
| StopGame.ru           | Изумительно                            |
| «Игромания»           | 8/10 (сайт) 7,5/10 (журнал)            |
| «Игры Mail.ru»        | 8,5/10                                 |
| «Канобу»              | 8,5/10                                 |

Игра получила «в целом положительные» отзывы по данным агрегатора рецензий Metacritic, получив 87 баллов из 100 на основе 31 рецензии для версии для PlayStation 3, 86 баллов из 100 на основе 80 рецензий для версии для Xbox 360, и 87 баллов из 100 на основе 30 рецензий для версии для ПК. Рецензенты положительно оценили её сюжет и боевые сцены, но при этом критически отнеслись к резкому изменению стиля и тона проекта, который был характерен для оригинальных игр. По данным Take-Two Interactive, Max Payne 3 разошлась тиражом около 3 миллионов экземпляров за первую неделю. В течение первого месяца в США было продано около 440 тыс. экземпляров игры. Летом 2018 года, благодаря уязвимости в защите Steam Web API, стало известно, что точное количество пользователей сервиса Steam, которые играли в игру хотя бы один раз, составляет 1 740 909 человек.

### Награды
| Год  | Награда                      | Категория                                                  | Результат | Ссылка |
| ---- | ---------------------------- | ---------------------------------------------------------- | --------- | ------ |
| 2012 | Golden Joystick Awards       | Лучший шутер                                               | Номинация | [ 75 ] |
| 2012 | Golden Joystick Awards       | Лучший игровой момент (перестрелка на кладбище в Хобокене) | Номинация | [ 75 ] |
| 2012 | Golden Joystick Awards       | Игра года                                                  | Номинация | [ 75 ] |
| 2012 | Destructoids Best of 2012    | Игра в жанре экшн/приключения                              | Номинация | [ 76 ] |
| 2012 | 2012 Spike Video Game Awards | Лучший шутер                                               | Номинация | [ 77 ] |
| 2012 | 2012 Spike Video Game Awards | Лучшая песня в игре («Tears» группы Health)                | Номинация | [ 77 ] |
| 2012 | 2012 Spike Video Game Awards | Лучший оригинальный сауднтрек                              | Номинация | [ 77 ] |
| 2012 | 2012 Spike Video Game Awards | Лучшая мужская роль (Джеймс Маккэффри за роль Макса Пейна) | Номинация | [ 77 ] |
| 2012 | Inside Gaming Awards 2012    | Лучшая анимация                                            | Победа    | [ 78 ] |
| 2012 | GameSpot’s Best of 2012      | Игра года для PlayStation 3                                | Номинация | [ 79 ] |
| 2012 | GameSpot’s Best of 2012      | Шутер года                                                 | Номинация | [ 80 ] |
| 2013 | NAVGTR Video Game Awards     | Лучшая анимация                                            | Номинация | [ 81 ] |

### Комментарии
1. ↑  Совместная разработка Rockstar Vancouver, Rockstar New England, Rockstar London, Rockstar San Diego, Rockstar Leeds, Rockstar North и Rockstar Toronto